# Europäische Schule
Die Europäischen Schulen (Scholae Europaeae) wurden und werden gemeinsam von den Regierungen der Mitgliedstaaten der Europäischen Union gegründet, um Kindern von Eltern, die in europäischen Institutionen arbeiten, einen Unterricht in der eigenen Muttersprache zu gewährleisten. Es sind auch Kinder von Nicht-EU-Mitarbeitern zugelassen, sofern die Schulkapazität dies erlaubt.

## Geschichte
Die erste Europäische Schule wurde auf Initiative einer Gruppe von Beamten der EGKS und mit der Unterstützung der Institutionen der Gemeinschaft und der luxemburgischen Regierung im Oktober 1953 in Luxemburg gegründet.
Die Erziehungserfahrungen unter Einbeziehung von Kindern unterschiedlicher Nationalität und Muttersprache erwies sich bald als erfolgreich und veranlasste die Bildungsministerien zu einer engen Zusammenarbeit im Bereich der Lehrpläne, der Auswahl der Lehrkräfte sowie der Überprüfung und Anerkennung der erreichten Studienabschlüsse.
Die Unterzeichnung des Protokolls machte die Europäische Schule Luxemburg zur ersten offiziellen Europäischen Schule. Die erste Europäische Abiturprüfung, die im Juli 1959 abgehalten wurde, öffnete den Abgängern den Weg zu den Universitäten der sechs Mitgliedstaaten.
Der Erfolg dieses gemeinsamen Erziehungsmodells ermutigte die Europäische Kommission und Euratom dazu, weitere Europäische Schulen an ihren jeweiligen Standorten zu gründen.
Europäische Schulen wurden daher dort gegründet, wo große europäische Institutionen ihren Standort haben. Alle Vollzeitlehrer werden von den nationalen Schulbehörden entsandt. Sie unterliegen der Gesetzgebung einer öffentlich-rechtlichen Einrichtung in den jeweiligen Sitzländern. Ende 2005 waren 20.379 Schüler an Europäischen Schulen eingeschrieben.

## Konzept
Die Schulen sind in bis zu 15 Sprachabteilungen pro Schule gegliedert. Die Kinder gehören üblicherweise der Sprachsektion an, die ihrer Muttersprache entspricht, oder in der sie schon zuvor in einer anderen Schule, von der sie wechseln, unterrichtet wurden. Diese wird als erste Sprache „L1“ bezeichnet. Im Fremdsprachenunterricht, später auch in anderen Fächern, die in der ersten Fremdsprache unterrichtet werden, treffen sie auf Kinder anderer Sprachsektionen und bilden mit diesen eine Klasse. Schüler der Europäischen Schulen lernen ab dem ersten Schuljahr eine weitere Sprache, „L2“ genannt, meist Deutsch, Englisch, Französisch oder eine lokale Amtssprache (z. B. Spanisch in Alicante), ab dem 7. Schuljahr eine dritte Sprache „L3“, die eine der Amtssprachen der Europäischen Union ist. Später ist es möglich, als Wahlfächer noch bis zu zwei weitere Sprachen zu wählen, ebenso wird ab der 7. Klasse oft Latein angeboten.
Der Schulabschluss ist das Europäische Abitur, das inzwischen ausnahmslos anerkannt wird und Zugang zu den Universitäten von insgesamt fünfundzwanzig Mitgliedstaaten sowie von vereinzelten anderen Ländern (Schweiz, USA) bietet. Keinem Absolventen darf also ein Hochschulplatz aufgrund seines Abiturlandes verwehrt werden. Schüler der Europäischen Schulen werden an den Universitäten behandelt wie lokale Absolventen.
Zuständige Behörde ist der Oberste Rat der Europäischen Schulen (Rat der EU-Erziehungsministern), betreut werden sie vom Büro des Generalsekretärs der Europäischen Schulen der Europäischen Kommission. Das Bildungssystem wird von vorbereitenden Ausschüssen (Lehrpläne u. ä.) und Inspektionsausschüssen gestaltet.

## Schulen

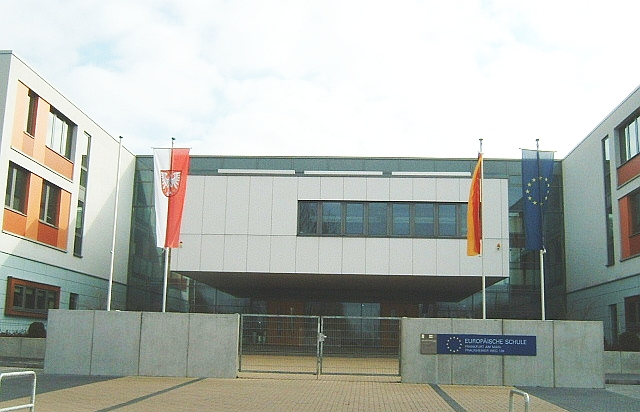
Eingangsbereich der Europäischen Schule in Frankfurt

Es gibt dreizehn Europäische Schulen:
- Luxemburg (Luxemburg), gegründet 1953
- Brüssel I in Uccle (Belgien), gegründet 1958
- Mol (Belgien), gegründet 1960
- Varese (Italien), gegründet 1960
- Karlsruhe (Deutschland), gegründet 1962
- Bergen (Niederlande), gegründet 1963
- Brüssel II in Woluwe-Saint-Lambert (Belgien), gegründet 1974
- München (Deutschland), gegründet 1977
- Brüssel III in Ixelles (Belgien), gegründet 2000
- Frankfurt am Main (Deutschland), gegründet 2002
- Alicante (Spanien), gegründet 2002
- Luxemburg II (Luxemburg), gegründet 2004
- Brüssel IV in Laeken/Laken (Belgien), gegründet 2007

Die Europäische Schule Culham in Großbritannien wurde 1978 gegründet und zum 31. August 2017 aufgelöst, nachdem das Joint European Torus-EFDA Projekt 2017 ins französische Cadarache verlegt wurde (ITER).
Die „Keimzelle“ einer weiteren Brüsseler Europaschule (V) in Berkendael in der Brüsseler Gemeinde Forest ist verwaltungstechnisch Teil der Europäischen Schule Brüssel I in Uccle und noch nicht eigenständig.

## „Anerkannte Europäische Schule“
Darüber hinaus können nationale Schulen eine Akkreditierung als „anerkannte Europäische Schule“ erhalten, wenn sie über einen Zulassungsvertrag „ein europäisches Unterrichts- und Erziehungsmodell anbieten, das den von den Europäischen Schulen festgelegten pädagogischen Anforderungen entspricht“, insbesondere am Standort kleinerer europäischer Behörden mit nicht ausreichend Mitarbeitern für eine vollständige europäische Schule. Sie sind aber juristisch, administrativ und auch finanziell vollständig im entsprechenden nationalen Bildungssystem verankert und nicht durch die europäischen Behörden finanziert. Teilweise sind auch nur einzelne Jahrgänge oder Klassen anerkannt. Dieses Verfahren der Akkreditierung wird seit 2005 angeboten, die erste Schule wurde 2009 anerkannt und aktuell im März 2023 sind 22 Schulen anerkannt.
- Belgien
  - Ecole européenne agréée Bruxelles-Argenteuil
- Deutschland
  - Europäische Schule RheinMain in Bad Vilbel in Deutschland, nahe Frankfurt am Main, dem Standort der Europäischen Zentralbank (EZB); erstes europäisches Abitur 2016
  - Europäische Schule Saarland in Saarbrücken, Deutschland, im April 2022 akkreditiert, noch kein europäisches Abitur
- Dänemark
  - European School Copenhagen in Dänemark, Standort der Europäischen Umweltagentur (EUA)
- Estland
  - Tallinn European School in Estland, am Standort der europäischen Agentur eu-LISA (Europäische Agentur für das Betriebsmanagement von IT-Großsystemen im Raum der Freiheit, der Sicherheit und des Rechts); bisher ohne europäisches Abitur
- Finnland
  - European Schooling Helsinki in Finnland, am Standort der Europäischen Chemikalienagentur (ECHA); Abitur seit 2013
- Frankreich
  - Ecole européenne de Strasbourg in Frankreich, am Standort des Europäischen Parlaments und des Europäischen Bürgerbeauftragten; Abitur seit 2014
  - Ecole internationale Provence Alpes Côte d’Azur à Manosque, am Standort des ITER-Programms, eines internationalen Forschungsprojekts zum Bau eines Kernfusionsreaktors, mit Beteiligung von Euratom; Abitur seit 2013
  - Ecole européenne Lille Métropole Jacques Delors
  - Europäische Schule Paris La Défense
- Griechenland
  - School of European Education Heraklion in Griechenland, am Standort der Europäischen Agentur für Netz- und Informationssicherheit (ENISA); Abitur seit 2015
- Irland
  - Centre for European Schooling Dunshaughlin nahe Dublin in Irland, am Standort des Lebensmittel- und Veterinäramts der EU (FVO – Food and Veterinary Office), einer Europäischen Agentur; bisher bis zur sechsten Klasse der Sekundarstufe, ohne europäisches Abitur
- Italien
  - Scuola per l’Europa di Parma in Italien, am Standort der Europäischen Behörde für Lebensmittelsicherheit (EFSA); Abitur seit 2009,
  - Scuola europea di Brindisi in Italien, Standort zweier logistischen Dienstleistungsorganisationen der NATO (NATO Maintenance and Supply Agency) und des Welternährungsprogramms der Vereinten Nationen;
- Luxembourg
  - Ecole internationale de Differdange
  - Ecole internationale Edward Streichen in Clervaux
  - Lënster Lycée International School in Junglinster
  - Ecole internationale Anne Beffort in Mersch
  - Ecole internationale de Mondorf-les-Bains
- Niederlande
  - Europese School Den Haag in den Niederlanden, am Standort mehrerer europäischer Agenturen (Europol, Eurojust, Europäische Patentorganisation und Europäisches Weltraumforschungs- und Technologiezentrum der Europäischen Weltraumorganisation (ESA)); bisher ohne europäisches Abitur
- Polen
  - International European School in Warschau
- Slowenien
  - Europäische Schule in Ljubljana

Darüber hinaus befinden sich weitere Schulen im Akkreditierungsverfahren, u. a.:
- Deutschland: Europäische Schule in Templin
- Luxemburg: Ecole Internationale Gaston Thorn in Merl
- Österreich: Anerkannte Europäische Schule Tirol
- Portugal: Europäische Schule Lissabon

Eine Schule hat die Akkreditierung in Folge des Brexits verloren, da nur Schulen innerhalb der Europäischen Union akkreditiert sein können:
- Europa School UK in Abingdon nahe Oxford in Großbritannien, mit dem ersten europäischen Abitur 2018.

## Alumni
- Karl Falkenberg (* 1952) (ES Brüssel I), deutscher Generaldirektor der EU-Kommission (GD Umwelt)
- Florian Henckel von Donnersmarck (* 1973), deutscher Filmregisseur
- Bas Kast (* 1973) (ES München), deutsch-niederländischer Autor und Journalist
- Christian Keysers (* 1973) (ES München), deutsch-französischer Hirnforscher
- Stefan Krawielicki (* 1956) (ES Luxemburg), deutscher Diplomat
- Thomas Rabe (* 1965) (ES Brüssel), Vorstandsmitglied der Bertelsmann AG
- Boris Johnson (* 1964) (ES Brüssel I), britischer Premierminister
- Ursula von der Leyen (* 1958) (ES Brüssel I, 1964–1971), ehemalige deutsche Ministerin und seit 2019 Präsidentin der Europäischen Kommission[7]
- Ulrich Daldrup (* 1947) (ES Brüssel I, 1959–1965), ehemaliger erster Bürgermeister der Stadt Aachen und Wissenschaftler an der TH Köln